# Tanja Carovska
Tanja Carovska est une soprano macédonienne.
Elle a assuré la voix dans la musique de La Passion du Christ. Elle a chanté avec Josh Groban Remember (de James Horner) à la fin du film Troie.
Elle a aussi chanté le générique de fin du film de la bande originale rejetée de Gabriel Yared pour ce même film Troie, chanson dont elle a elle-même écrit les paroles en macédonien.